# Динамо II (Загреб)
«Динамо II», також відомий під назвою «Гітрец-Кацян» (хорв. Građanski nogometni klub Dinamo Zagreb 2. momčad) — хорватський футбольний клуб, юнацька команда загребського «Динамо», який виступає в Першості ФНЛ. У структурі клубу 10 дитячо-юнацьких та молодіжних команд, найстарша — команда U-21, а наймолодша — Жигачи II (U-8).

## Історія
Перша юнацька команда була сформована 1945 року відомим воротарем клубу «Граджянскі» (Загреб) Максом Мігелчичем. Незабаром після цього до юнацької команди приєднався тренер-експерт Мартон Букові, проте після розформування першої команди «Граджянскі» через незгоду з політикою керівництва клубу залишив займану посаду. Юнацька команда виграла Вищий дивізіон (тогочасний чемпіонат Загребу, Хорватії та Югославії) в 1950 році під керівництвом Мирко Кокотовича.
У 1952 році Бранко Хорватек тренував одне з найталановитіших молодих поколінь клубу. Серед них були, зокрема, Дражан Єркович, Младен Кощак, Мар'ян Колониц та Младен Клобучар. 27 грудня 1967 року було прийнято рішення про створення молодіжної академії Гітрец-Кацян, першим директором якої призначили Бранко Хорватека. Окрім нього, багато інших відомих хорватських тренерів працювали з поколінням, яке було дуже успішним у юнацьких футбольних змаганнях 1972-1974 років. Серед цих тренерів були: Зорислав Сребрич, Марко Юрич, Перо Дуймович, Владимир Чонч, Іван Джалма Маркович, Мірко Белич, Рудольф Цвек та Зденко Кобещак.

### Досягнення

#### Національні
Хорватські змагання
- Перша ліга U-19
  -  Чемпіон (10): 2000, 2001, 2002, 2003, 2009, 2010, 2011, 2016, 2018, 2019

- Перша ліга U-17
  -  Чемпіон (17): 1992, 1999, 2000, 2002, 2003, 2006, 2008, 2009, 2010, 2011, 2013, 2014, 2015, 2016, 2017, 2018, 2019

- Перша ліга U-15
  -  Чемпіон (10): 1997, 1998, 2002, 2004, 2005, 2007, 2010, 2015, 2016, 2017

- Кубок Хорватії U-19
  -  Володар (7): 2000, 2001, 2003, 2004, 2008, 2012, 2013

- Кубок Хорватії U-17
  -  Володар (4): 2014, 2015, 2016, 2017

- Кубок Хорватії U-15
  -  Володар (3): 2015, 2016, 2018

Югославські турніри
- Чемпіонат Югославії U-19
  -  Чемпіон (5): 1950, 1955, 1972, 1973, 1974

- Чемпіонат Хорватії U-19
  -  Чемпіон (17): 1950, 1951, 1954, 1955, 1963, 1966, 1967, 1968, 1972, 1973, 1974, 1976, 1979, 1980, 1983, 1984, 1986

- Чемпіонат Хорватії U-17
  -  Чемпіон (2): 1967, 1973

- Кубок Хорватії U-19
  -  Володар (5): 1963, 1967, 1968, 1973, 1978

#### Міжнародні
- Юнацький кубок світу
  -  Володар (1): 2018

- Міжнародний кубок Прем'єр-ліги
  -  Фіналіст (1): 2018/19

- Кварневска Рів'єра
  -  Чемпіон (9): 1961, 1967, 1977, 1981, 1984, 1986, 1999, 2008, 2019

- Міжнародний турнір Нерео Рокко
  -  Чемпіон (2): 2002, 2009

### Сучасна доба
Після створення Першої ліги Хорватії «Динамо» завоювало 6 титулів у чемпіонаті U-19 та 9 титулів у чемпіонаті U-17 (станом на 2010 рік). З середини 2000-х років молодіжна академія «Динамо» вважається однією з найкращих у Європі. Їх команди виграли престижні міжнародні турніри. Зокрема, у молодіжній академії «Динамо» виступали наступні гравці національної збірної Хорватії:
- Мілан Бадель
- Ігор Біщан
- Звонимир Бобан
- Томіслав Бутина
- Ведран Чорлука
- Едуардо
- Ален Халілович
- Іван Келава
- Матео Ковачич
- Андрей Крамарич
- Ніко Краньчар
- Єрко Леко
- Деян Ловрен
- Лука Модрич
- Роберт Просинечки
- Звонимир Сольдо
- Даріо Шимич
- Шиме Врсалько
- Дино Дрпич

## Статистика виступів у Юнацькій лізі УЄФА
| Сезон   | Рівень                      | Раунд          | Суперник             | Вдома | На виїзді | Загальний      |
| ------- | --------------------------- | -------------- | -------------------- | ----- | --------- | -------------- |
| 2015-16 | Шлях національних чемпіонів | Груповий етап  | «Арсенал»            | 0–2   | 2–1       | 1st / 4        |
| 2015-16 | Шлях національних чемпіонів | Груповий етап  | «Баварія» (Мюнхен)   | 0–1   | 2–1       | 1st / 4        |
| 2015-16 | Шлях національних чемпіонів | Груповий етап  | «Олімпіакос»         | 2–2   | 3–1       | 1st / 4        |
| 2015-16 | Плей-оф на вибування        | 1/8 фіналу     | «Андерлехт»          | –     | 2–0       | 0–3            |
| 2016-17 | Шлях національних чемпіонів | Груповий етап  | «Ювентус»            | 2–1   | 1–0       | 4th / 4        |
| 2016-17 | Шлях національних чемпіонів | Груповий етап  | «Ліон»               | 1–2   | 0–2       | 4th / 4        |
| 2016-17 | Шлях національних чемпіонів | Груповий етап  | «Севілья»            | 2–4   | 1–1       | 4th / 4        |
| 2018-19 | Шлях національних чемпіонів | Перший раунд   | Віторул (Констанца)  | 2–0   | 1–0       | 3–0            |
| 2018-19 | Шлях національних чемпіонів | Другий раунд   | «Астана»             | 3–1   | 1–1       | 4–2            |
| 2018-19 | Раунд на вибування          | Плей-оф        | «Локомотив» (Москва) | 1–1   | –         | 1–1 (5–4 пен.) |
| 2018-19 | Раунд на вибування          | 1/8 фіналу     | «Ліверпуль»          | 1–1   | –         | 1–1 (4–3 пен.) |
| 2018-19 | Раунд на вибування          | Quarter-finals | «Челсі»              | –     | 2–2       | 2–2 (2–4 пен.) |
| 2019-20 | Шлях національних чемпіонів | Груповий раунд | «Аталанта»           | 1–0   | 0–2       | 2nd / 4        |
| 2019-20 | Шлях національних чемпіонів | Груповий раунд | «Манчестер Сіті»     | 1–0   | 2–2       | 2nd / 4        |
| 2019-20 | Шлях національних чемпіонів | Груповий раунд | «Шахтар» (Донецьк)   | 1–0   | 1–1       | 2nd / 4        |
| 2019-20 | Раунди на вибування         | Плей-оф        | «Динамо» (Київ)      | –     | 0–0       | 0–0 (4–3 пен.) |
| 2019-20 | Раунди на вибування         | 1/8 фіналу     | «Баварія» (Мюнхен)   | –     | 2–2       | 2–2 (6–5 пен.) |
| 2019-20 | Раунди на вибування         | 1/4 фіналу     | «Бенфіка»            | –     | –         | –              |

## Склад «Динамо II» (Загреб)
Станом на 18 лютого 2020
| № | Поз. | Нац.               | Гравець            |
| - | ---- | ------------------ | ------------------ |
|   | ВР   | Хорватія           | Ренато Йосипович   |
|   | ВР   | Хорватія           | Ловро Юрич         |
|   | ЗХ   | Північна Македонія | Філіп Антоновський |
|   | ЗХ   | Південна Корея     | Кім Г'юн Ву        |
|   | ЗХ   | Хорватія           | Петар Чулич        |
|   | ЗХ   | Хорватія           | Лука Єлінич        |
|   | ЗХ   | Хорватія           | Яков Гогич         |
|   | ЗХ   | Хорватія           | Йошко Гвардіол     |
|   | ЗХ   | Хорватія           | Тін Хрвой          |
|   | ЗХ   | Хорватія           | Йосип Шутало       |
|   | ПЗ   | Хорватія           | Марко Джира        |
|   | ПЗ   | Хорватія           | Бартол Франжич     |
|   | ПЗ   | Хорватія           | Діно Капітанович   |

| № | Поз. | Нац.           | Гравець            |
| - | ---- | -------------- | ------------------ |
|   | ПЗ   | Хорватія       | Томислав Кризманич |
|   | ПЗ   | Косово         | Троян Малоку       |
|   | ПЗ   | Південна Корея | Кім Г'юн Гйонг     |
|   | ПЗ   | Іспанія        | Карлос Ольмо       |
|   | ПЗ   | Німеччина      | Самсидін Оуро      |
|   | ПЗ   | Хорватія       | Том Ален Толич     |
|   | ПЗ   | Хорватія       | Ілія Багарич       |
|   | ПЗ   | Уельс          | Роббі Бертон       |
|   | НП   | Хорватія       | Роко Бутурина      |
|   | НП   | Хорватія       | Філіп Йовічевич    |
|   | НП   | Хорватія       | Леон Шипош         |
|   | НП   | Хорватія       | Домінік Решетар    |

## Статистика виступів команди U-21
| Сезон   | Чемпіонат         | Чемпіонат | Чемпіонат | Чемпіонат | Чемпіонат | Чемпіонат | Чемпіонат | Чемпіонат | Чемпіонат |
| Сезон   | Дивізіон          | Іг        | В         | Н         | П         | ЗМ        | ПМ        | Очки      | Міс.      |
| ------- | ----------------- | --------- | --------- | --------- | --------- | --------- | --------- | --------- | --------- |
| 2014-15 | Третя ліга «Схід» | 30        | 20        | 8         | 2         | 90        | 17        | 68        | 1°        |
| 2015-16 | Друга ліга        | 33        | 11        | 10        | 12        | 34        | 37        | 43        | 6º        |
| 2016-17 | Друга ліга        |           |           |           |           |           |           |           |           |

## Досягнення молодіжної команди
- Друга ліга
  -  Бронзовий призер (1): 2017/18

- Третя ліга «Схід»
  -  Чемпіон (1): 2014/15